# 14H busz (Miskolc)
A miskolci 14H jelzésű buszjárat a Repülőtér és a Hejő-park kapcsolatát látta el. A járat egy gerincjárat volt, hiszen Miskolc legforgalmasabb útvonalán közlekedett viszonylag sűrűn, mégis lényegében a 14-es busz egyfajta variációja volt, mellyel útvonala lényegében megegyezett, az utolsó néhány megállót kivéve. 

14H jelzéssel a következő viszonylatok közlekedtek:
- Repülőtér – Hejő-park (főleg munkanapon)
- Repülőtér – Farkas Antal utca – Hejő-park (főleg hétvégén)
- Repülőtér – Szondi György utca (néhány esetben)

## Története
2007. január 1-jén jött létre, a lerövidült 24-est pótolta. Kezdetben Hejőcsabai Gyógyszergyár megálló után fordult rá a Sütő János utcára. 2008. június 16-ától viszont – a lakosság kérésére – a Cementgyár érintésével közlekedett, így a Cementgyár volt az utolsó megálló, ahol együtt állt meg a 14-es és 14H-s busz. A Repülőtér felől a Hejő-park felé közlekedő járatok munkanapokon késő délutántól, valamint hétvégén egész nap a Futó utca és a Farkas Antal utca megállóhelyek érintésével közlekedtek, mivel ekkor a 14-es busz nem járt
A két állomás közti távot 27 perc alatt tette meg. 2009 júniusától egyes megállók neve elavulásuk miatt megváltozott. 2015. június 15-én megszűnt, szerepét teljes egészében a 14-es vette át, amely a hétvégén és késő este közlekedő 14H-s szerint lett megszervezve.

## Útvonala
| Repülőtér – Hejő-park | Hejő-park – Repülőtér |
| --- | --- |
| - Repülőtér - Szentpéteri kapu - Arany János tér - Petőfi Sándor tér - Kazinczy Ferenc utca - Szemere Bertalan utca - Mindszent tér - Görgey Artúr utca - Csabai kapu - Csaba vezér út - Futó utca - Hejő-park | - Hejő-park - Futó utca - Sütő János utca - Csaba vezér út - Csabai kapu - Görgey Artúr utca - Mindszent tér - Szemere Bertalan utca - Kazinczy Ferenc utca - Szeles utca - Szentpéteri kapu - Repülőtér |

## Megállóhelyei
A járat háromféle útvonalon közlekedett: a hagyományos, a 14-est pótoló, valamint a forgalomból kiálló buszoknak fenntartott szerint. Ezeket a menetrendben külön jelölték.
| 14H (Repülőtér ↔ Hejő-park)                                              |                         |          |                                                                 | |
| Menetidő                                                                 | Megállóhely             | Menetidő | Átszállási lehetőségek                                          | Intézmények |
| 0                                                                        | Repülőtér               | 27       | 8, 12, 14, 20, 24                                               | Repülőtér, autóbusz-állomás, Szentpéteri kapui temető, OBI áruház, Robert Bosch Park, nagybani piac                                                                                     |
| 2                                                                        | Napsugár otthon         | 26       | 12, 14, 20, 24                                                  | Őszi Napsugár Otthon, Miskolci Rendészeti Szakközépiskola, TESCO áruház, Stop Shop |
| 3                                                                        | Megyei Kórház           | 24       | 12, 14, 20, 24                                                  | Megyei Kórház, József Attila Könyvtár |
| 5                                                                        | Levente vezér utca      | 22       | 12, 14, 20                                                      | Szentpéteri kapu |
| 6                                                                        | Álmos utca              | 21       | 12, 14, 20                                                      | |
| /                                                                        | Szeles utca             | 20       | 1, 1A, 12, 14, 20                                               | Miskolc Plaza |
| 8                                                                        | Petőfi tér              | 18       | 1, 1A, 11, 12, 14, 34, 38                                       | Deszkatemplom, „Deszkatemető”, Nemzeti Adó- és Vámhivatal |
| 9                                                                        | Hősök tere              | 16       | 2YÉ, 14, 34, 35, 35É, 38, 44                                    | Hősök tere, Zsinagóga, Postapalota, Minorita templom, Földes Ferenc Gimnázium, Berzeviczy Gergely Szakközépiskola, Magyar Államkincstár, CIB Bank, Magyar Telekom                       |
| 11                                                                       | Villanyrendőr           | 14       | 1, 2 14 Csak déli irányba: 1É, 20, 34, 35, 35É, 38, 38B, 43, 44 | Belváros, Szinva terasz, Miskolci Nemzeti Színház, Borsod Ingatlan, Tigáz Zrt. |
| 13                                                                       | Népkert                 | 13       | 2, 20, 12, 14, 20, 22, 34, 35, 35É, 38, 43, 44                  | Sportcsarnok, Jégcsarnok, műjégpálya, Megyei Könyvtár, Népkerti Vigadó, Népkert, mindszenti temető, Herman Ottó Múzeum, Népkerti Állatklinika, City Hotel Miskolc, Pannon-tenger Múzeum |
| 15                                                                       | SZTK Rendelő            | 11       | 2, 12, 14, 20, 22, 31, 34, 35É, 43, 44                          | Semmelweis kórház, Szent Ferenc kórház |
| 17                                                                       | Petneházy bérházak      | 9        | 2, 12, 14, 20, 22, 31, 34, 35É, 43, 44                          | Fáy András Közgazdasági Szakközépiskola |
| 18                                                                       | Tapolcai elágazás       | 8        | 2, 12, 14, 20, 22, 32, 34, 43, 44, ME                           | |
| 20                                                                       | Hejőcsabai városrész    | 6        | 4, 14, 43, 44                                                   | Hejőcsaba |
| 21                                                                       | Hejőcsabai Gyógyszertár | 5        | 4, 14, 43, 44                                                   | |
| 23                                                                       | Cementgyár              | /        | 4, 14, 43, 44                                                   | HOLCIM |
| 25                                                                       | Sütő János utca         | 2        | Auchan 2                                                        | |
| 27                                                                       | Hejő-park               | 0        | Auchan 2                                                        | Hejő-park |
| 14H (Repülőtér → Farkas Antal utca → Hejő-park \| Hejő-park → Repülőtér) |                         |          |                                                                 | |
| m.i.                                                                     | Megállóhely             | m.i.     | Átszállási lehetőségek                                          | Intézmények |
| 0                                                                        | Repülőtér               | 27       | 8, 12, 14, 20, 24                                               | Repülőtér, Autóbusz-állomás, Szentpéteri kapui temető, OBI áruház, Robert Bosch Park, nagybani piac                                                                                     |
| 2                                                                        | Napsugár otthon         | 26       | 12, 14, 20, 24                                                  | Őszi Napsugár Otthon, Miskolci Rendészeti Szakközépiskola, TESCO áruház, Stop Shop |
| 3                                                                        | Megyei Kórház           | 24       | 12, 14, 20, 24                                                  | Megyei Kórház, József Attila Könyvtár |
| 5                                                                        | Levente vezér utca      | 22       | 12, 14, 20                                                      | Szentpéteri kapu |
| 6                                                                        | Álmos utca              | 21       | 12, 14, 20                                                      | |
| /                                                                        | Szeles utca             | 20       | 1, 1A, 12, 14, 20                                               | Miskolc Plaza |
| 8                                                                        | Petőfi tér              | 18       | 1, 1A, 11, 12, 14, 34, 38                                       | Deszkatemplom, „Deszkatemető”, Nemzeti Adó- és Vámhivatal |
| 9                                                                        | Hősök tere              | 16       | 2YÉ, 14, 34, 35, 35É, 38, 44                                    | Hősök tere, Zsinagóga, Postapalota, Minorita templom, Földes Ferenc Gimnázium, Berzeviczy Gergely Szakközépiskola, Magyar Államkincstár, CIB Bank, Magyar Telekom                       |
| 11                                                                       | Villanyrendőr           | 14       | 1, 2 14 Csak déli irányba: 1É, 20, 34, 35, 35É, 38, 38B, 43, 44 | Belváros, Szinva terasz, Miskolci Nemzeti Színház, Borsod Ingatlan, Tigáz Zrt. |
| 13                                                                       | Népkert                 | 13       | 2, 20, 12, 14, 20, 22, 34, 35, 35É, 38, 43, 44                  | Sportcsarnok, Jégcsarnok, műjégpálya, Megyei Könyvtár, Népkerti Vigadó, Népkert, Mindszenti temető, Herman Ottó Múzeum, Népkerti Állatklinika, City Hotel Miskolc                       |
| 15                                                                       | SZTK Rendelő            | 11       | 2, 12, 14, 20, 22, 31, 34, 35É, 43, 44                          | Semmelweis kórház, Szent Ferenc kórház |
| 17                                                                       | Petneházy bérházak      | 9        | 2, 12, 14, 20, 22, 31, 34, 35É, 43, 44                          | Fáy András Közgazdasági Szakközépiskola |
| 18                                                                       | Tapolcai elágazás       | 8        | 2, 12, 14, 20, 22, 32, 34, 43, 44, ME                           | |
| 20                                                                       | Hejőcsabai városrész    | 6        | 4, 14, 43, 44                                                   | Hejőcsaba |
| 21                                                                       | Hejőcsabai Gyógyszertár | 5        | 4, 14, 43, 44                                                   | |
| 23                                                                       | Cementgyár              | /        | 4, 14, 43, 44                                                   | HOLCIM |
| 25                                                                       | Futó utca               | /        | 14                                                              | |
| 27                                                                       | Farkas Antal utca       | /        | 14                                                              | |
| 29                                                                       | Futó utca               | /        | 14                                                              | |
| 31                                                                       | Sütő János utca         | 2        | Auchan 2                                                        | |
| 33                                                                       | Hejő-park               | 0        | Auchan 2                                                        | Hejő-park |
| 14H (Repülőtér → Szondi György utca)                                     |                         |          |                                                                 | |
| m.i.                                                                     | Megállóhely             | m.i.     | Átszállási lehetőségek                                          | Intézmények |
| 0                                                                        | Repülőtér               | /        | 8, 12, 14, 20, 24                                               | Repülőtér, Autóbusz-állomás, Szentpéteri kapui temető, OBI áruház, Robert Bosch Park, nagybani piac                                                                                     |
| 2                                                                        | Napsugár otthon         | /        | 12, 14, 20, 24                                                  | Őszi Napsugár Otthon, Miskolci Rendészeti Szakközépiskola, TESCO áruház, Stop Shop |
| 3                                                                        | Megyei Kórház           | /        | 12, 14, 20, 24                                                  | Megyei Kórház, József Attila Könyvtár |
| 5                                                                        | Levente vezér utca      | /        | 12, 14, 20                                                      | Szentpéteri kapu |
| 6                                                                        | Álmos utca              | /        | 12, 14, 20                                                      | |
| 8                                                                        | Petőfi tér              | /        | 1, 1A, 11, 12, 14, 34, 38                                       | Deszkatemplom, „Deszkatemető”, Nemzeti Adó- és Vámhivatal |
| 9                                                                        | Hősök tere              | /        | 2YÉ, 14, 34, 35, 35É, 38, 44                                    | Hősök tere, Zsinagóga, Postapalota, Minorita templom, Földes Ferenc Gimnázium, Berzeviczy Gergely Szakközépiskola, Magyar Államkincstár, CIB Bank, Magyar Telekom                       |
| 11                                                                       | Villanyrendőr           | /        | 1, 2 14 Csak déli irányba: 1É, 20, 34, 35, 35É, 38, 38B, 43, 44 | Belváros, Szinva terasz, Miskolci Nemzeti Színház, Borsod Ingatlan, Tigáz Zrt. |
| 12 ??                                                                    | Szemere utca            | /        | 2, 12, 14, 20, 21, 21B, 22, 34, 35, 35É, 38, 44, Auchan         | |
| 14                                                                       | Vörösmarty városrész    | /        | 21, 21B, 32                                                     | |
| 16                                                                       | Vízügyi Igazgatóság     | /        | 3, 3A, 4, 21, 31, 21B                                           | |
| 20                                                                       | Selyemrét               | /        | 1A, 21, 21B, 31, Auchan 1, 2                                    | Selyemréti strandfürdő |
| 22                                                                       | Szondi György utca      | /        | 21B, 7                                                          | |